# Mambare (Fluss)
Der Mambare ist ein ca. 200 km langer Fluss in der Provinz Oro im Südosten von Papua-Neuguinea. Er fließt durch die Ortschaft Kokoda und mündet bei Mambatutu in die Mambare-Bucht der Salomonensee.

## Geschichte
Die Armee des Japanischen Kaiserreichs hatte im Zweiten Weltkrieg an der Mündung des Mambares ein Versorgungslager.